# Portada/article agost 21

## La fi del món
La fi del món (Doomsday en l'original anglès) és el tretzè i últim episodi de la denominada "Sèrie 2" de la segona etapa de la sèrie de televisió de ciència-ficció britànica Doctor Who. Va ser emès originalment el 8 de juliol del 2006 i és el desenllaç d'una duologia; la primera part, Exèrcit de fantasmes, va ser emesa l'1 de juliol del mateix any. La duologia presenta els dàleks, considerats extints després dels esdeveniments de l'episodi final de la sèrie del 2005; i els ciberhumans, que havien aparegut a El ressorgiment dels ciberhumans i L'edat de l'acer. Ambdues espècies havien arribat inesperadament a la Terra al final d'Exèrcit de fantasmes.
El concepte de l'aparició conjunta dels ciberhumans i els dàleks va ser proposat per primer cop el 1967, però va ser vetat per Terry Nation, el creador dels dàleks.